# Luma Chagco
Luma Chagco (kinesiska: Luma Zhacuo, 鲁玛扎错) är en sjö i Kina. Den ligger i den autonoma regionen Tibet, i den sydvästra delen av landet, omkring 670 kilometer nordväst om regionhuvudstaden Lhasa. Luma Chagco ligger 4 766 meter över havet. Omgivningarna runt Luma Chagco är i huvudsak ett öppet busklandskap.
Genomsnittlig årsnederbörd är 213 millimeter. Den regnigaste månaden är augusti, med i genomsnitt 55 mm nederbörd, och den torraste är november, med 2 mm nederbörd.